# Тереза Мерло
Слуга Божа Текля Тереза Мерло, власне Тереза Мерло (20 лютого 1894 — 5 лютого 1964) — перша мати сестер святого Павла.

## Біографія
Народилася 20 лютого 1894 року в Кастаньто, Італія, як четверта дитина у селянській родині. Батьки (Етторе та Вінченца Мерло) відправили маленьку Терезу в Альбу до сестер св. Анни для навчання кравецтву. Згодом вона вдосконалила свою професію в Турині. Після повернення в Кастаньто відкрила власну кравецьку майстерню, навчала пошиття одягу місцевих дівчат і працювала катехитом. У 1912 році намагалася вступити до жіночого монастиря, але їй було відмовлено через поганий стан здоров'я. О. Яків Альберіоне, заснувавши в 1915 р. жіночу гілку Товариства Святого Павла, шукав швачки, через клірика Костанцо Мерло, брата Терези, зустрівся з Терезою 27 червня 1915 року. Вже через два дні Тереза склала приватні монаші обіти, приймаючи ім'я Текля. У 1918 році єпископ Сузи запропонував о. Альберіоне прийняття єпархіальної газети «La Valsusa» Сестрами Святого Павла. 18 грудня 1918 року сестри переїхали до Сузи. 22 липня 1922 року в Альбі 9 Сестер Святого Павла склали вічні обіти, прийнявши титул господинь ордену. Це день офіційної конституції Конгрегації Сестер Святого Павла. Того ж дня о. Альберіоне обрав сестру Теклю на посаду Генеральної настоятельки Конгрегації терміном на 12 років. У 1923 році спільнота із Сузи переїхала до Альби. 10 лютого 1924 р. о. Альберіоне заснував згромадження Учениць Божественного Вчителя, якого генеральною настоятелькою від заснування в 1929 році і аж до 1947 року була сестра Текля Мерло. 30 вересня 1928 р. Сестри Святого Павла отримали монаші габіти, а 15 березня 1929 р. єпископ Альби Франческо Ре затвердив згромадження на єпархіальних правах, підтвердивши посаду Терези Мерло як генеральної настоятельки з титулом Першої Господині. Померла 5 лютого 1964 року в Альбано. Папа Іван Павло ІІ 22 січня 1991 р. підписав декрет, що проголошував с. Теклю Мерло Достойною Слугою Божою.